# Poliana Barbosa Medeiros
Poliana Barbosa Medeiros (Ituiutaba, 6 febbraio 1991) è una calciatrice brasiliana, difensore del Palmeiras e della nazionale brasiliana.

## Caratteristiche tecniche
Gioca come terzino destro.

## Carriera

### Club
Poliana ha iniziato la sua carriera al Rio Preto, per poi passare al Santos nel 2009.
Nel 2010 si trasferisce al São José, con cui nell'arco di quattro anni vince 3 Copa Libertadores Femenina, due Campionati Paulisti, un mondiale per club e due coppe del Brasile.
Nel dicembre 2014 si trasferisce all' Houston Dash negli Stati Uniti per giocare alla National Women's Soccer League, per poi passare in prestito sei mesi dopo agli islandesi dello Stjarnan.
Il 6 febbraio 2018 viene ceduta all'Orlando Pride prima di fare ritorno al São José nel gennaio dell'anno successivo.

### Nazionale
Poliana ha debuttato il 9 dicembre 2012 con la Nazionale brasiliana in occasione di un match del Torneo Internazionale di San Paolo contro il Portogallo.
Con il Brasile ha preso parte a due Campionati mondiali di calcio femminile (2015 e 2019), a due Copa América (2014 e 2018) ed alle Olimpiadi del 2016.

## Palmarès

### Club

#### Competizioni statali
- Campionato Paulista: 3

São José: 2012, 2014
Corinthians: 2021

#### Competizioni nazionali
- Copa do Brasil: 2

São José: 2012, 2013
- Coppa d'Islanda: 1

Stjarnan: 2015

#### Competizioni internazionali
- Coppa Libertadores: 4

São José: 2011, 2013, 2014
Palmeiras: 2022
- Mondiale per club: 1

São José: 2014

### Nazionale
- Copa América: 2

Ecuador 2014, Cile 2018
- Giochi panamericani: 1

Canada 2015
- Torneio Internacional de Futebol Feminino: 4

2012, 2014, 2015, 2016